# Émile Bouchard

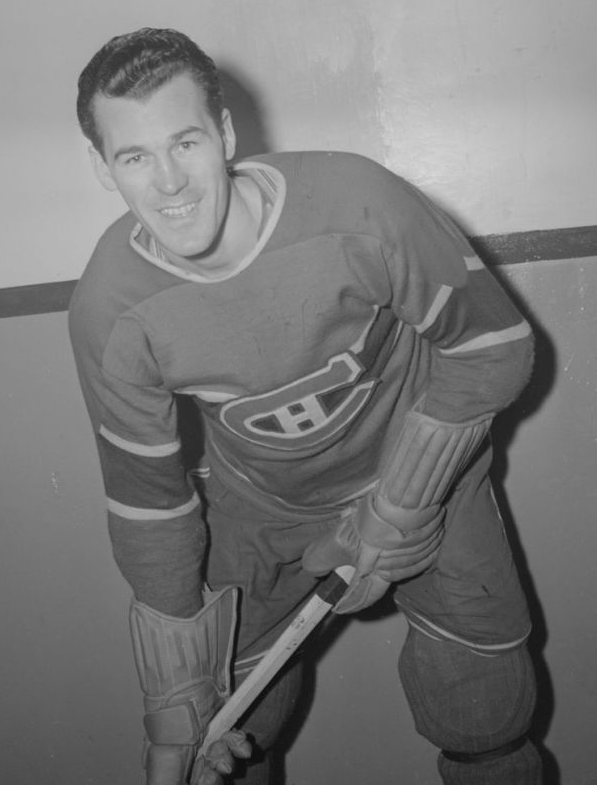
Émile Bouchard.

Émile Joseph "Butch" Bouchard OC (Montreal, 04 de setembro de 1919 - Longueuil, 14 de abril de 2012) foi um jogador de hóquei no gelo canadense.